# Drachme perdue

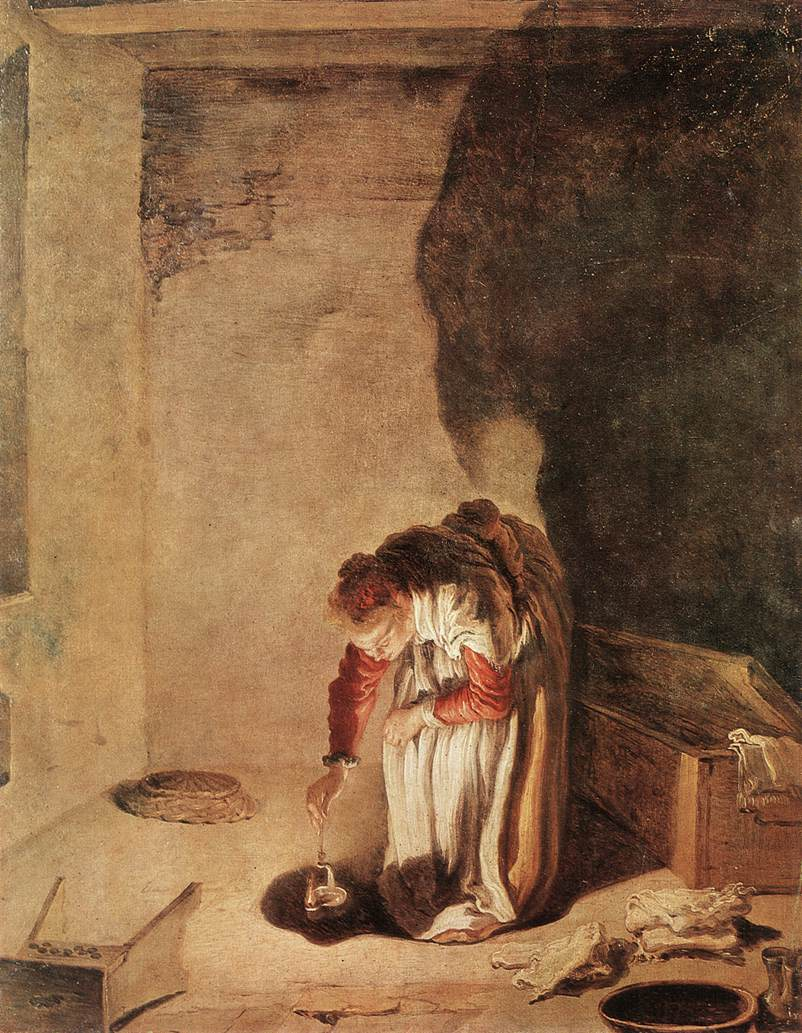
La parabole de la Drachme perdue par Fetti, Gemäldegalerie (Dresde).

La Drachme perdue est une parabole racontée dans l'évangile selon Luc aux versets 8 à 10 du chapitre 15. Elle fait partie des trois paraboles de la Rédemption, avec la brebis égarée et le Fils prodigue que Jésus-Christ raconte après avoir été accusé par les Pharisiens et leurs chefs d'être invité chez les pécheurs et de partager leurs repas. Cette parabole suit immédiatement celle de la Brebis égarée et précède celle du Fils prodigue.
Dans le domaine de l'exégèse biblique, elle fait partie du Sondergut de l'évangile selon Luc.

## Texte
Le texte se trouve dans l'Évangile selon Luc au chapitre 15, versets 8 à 10 :
« Ou quelle femme, si elle a dix drachmes, et qu'elle en perde une, n'allume une lampe, ne balaie la maison, et ne cherche avec soin, jusqu'à ce qu'elle la retrouve ? Lorsqu'elle l'a retrouvée, elle appelle ses amies et ses voisines, et dit : Réjouissez-vous avec moi, car j'ai retrouvé la drachme que j'avais perdue. De même, je vous le dis, il y a de la joie devant les anges de Dieu pour un seul pécheur qui se repent. »
Traduction d'après la Bible Louis Segond. 

## Interprétation

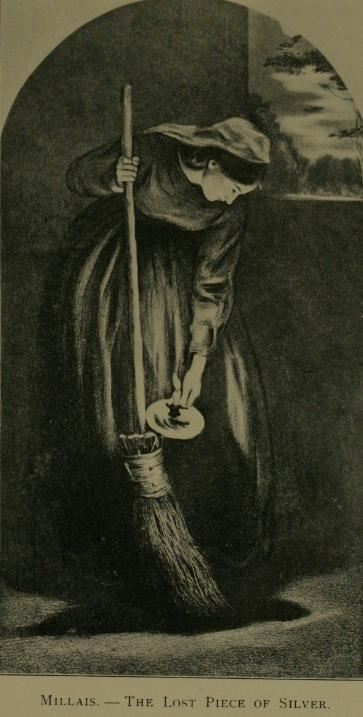
La femme balaie sa maison sombre à la recherche de la drachme perdue (gravure de John Everett Millais).

Selon l'interprétation traditionnelle, la femme représente l'Église qui est en peine (la femme cherche avec diligence et met de l'ordre dans toute sa maison) de sauver l'âme du pécheur. Celui-ci est figuré par une pièce inerte dont la valeur ne sert plus à rien, puisque la pièce est perdue et cachée. C'est plus un état qu'une situation due à un mouvement d'égarement, comme dans la parabole de la Brebis égarée.
Une fois retrouvée, la valeur de la pièce est montrée aux amies. La pièce peut servir désormais à de futures grandes entreprises, comme dans la parabole des talents. La joie est publique et l'Église fait participer ses ami(e)s et, nous dit Jésus, les Anges se réjouissent. La femme invite ses voisines et amies chez elle. Sans doute leur offrira-t-elle un repas.
Pour Benoît XVI, cette parabole fait partie avec celle de la Brebis perdue et du Fils prodigue, des paraboles de la miséricorde. Le souverain pontife explique dans un de ses autres écrits : « Jésus raconta les trois paraboles de la miséricorde parce que les Pharisiens et les scribes le critiquaient, voyant qu'il se laissait approcher par les pécheurs et qu'il mangeait même avec eux. Alors, Il expliqua, avec son langage typique, que Dieu ne veut pas que même un seul de ses enfants se perde et que son âme déborde de joie lorsqu'un pécheur se convertit ».